# Andrey Santos
Andrey Nascimento dos Santos (* 3. Mai 2004 in Rio de Janeiro) ist ein brasilianischer Fußballspieler. Der Mittelfeldspieler steht bei dem englischen Klub FC Chelsea unter Vertrag und ist derzeit an Racing Straßburg in die französische Ligue 1 ausgeliehen. Santos ist brasilianischer Nationalspieler.

## Karriere

### Verein
Im Alter von vier Jahren begann Santos mit dem Futsal, um Gewicht zu verlieren. Er spielte später Fußball und begann als Verteidiger zu spielen, bevor er während seiner Zeit in der Jugendakademie von Vasco da Gama ins Mittelfeld aufrückte. Mit 16 gab er sein Debüt als Profi in der Staatsmeisterschaft von Rio de Janeiro. Sein Ligadebüt gab er am 28. November 2021 bei der 0:3-Niederlage in der Série B gegen Londrina. Am 7. Juni 2022 wurde er beim 3:2-Auswärtssieg in der Série B gegen Náutico der jüngste Torschütze der Vereinsgeschichte.
Am 6. Januar 2023 gab Vasco da Gama bekannt, dass Santos den Verein verlässt, um sich dem Premier-League-Verein Chelsea anzuschließen. Im März verlieh Chelsea ihn für einige Monate zurück zu seinem Heimatverein nach Brasilien. Am 25. August 2023 gab Chelsea bekannt, dass Santos für eine Saison an Nottingham Forest ausgeliehen wurde. Er gab sein Debüt in der Premier League gegen Liverpool in Anfield am 29. Oktober 2023 bei einer 0:3-Niederlage. Nachdem Santos in fünf Monaten nur auf zwei Einsätze gekommen war, wurde der Leihvertrag im Januar 2024 aufgelöst und Santos kehrte zu Chelsea zurück.
Am 1. Februar 2024 wurde Santos bis zum Ende der Saison an den Verein Racing Straßburg ausgeliehen. Hier kam Santos regelmäßig zum Einsatz und wurde zu einer festen Größe im Mittelfeld. Der Leihvertrag wurde am 2. August 2024 um eine weitere Saison verlängert.

### Nationalmannschaft
Santos vertrat die brasilianische U-15-Auswahl bei der U-15-Südamerikameisterschaft 2019. Santos war Kapitän der U20-Nationalmannschaft auf dem Weg zum ungeschlagenen Titel bei der U20-Südamerikameisterschaft 2023 und erzielte während des Turniers sechs Tore. Im März 2023 wurde Santos von Interimstrainer Ramon Menezes für das Freundschaftsspiel Brasiliens gegen Marokko einberufen, wo er bei der 1:2-Niederlage sein Debüt in der Startelf gab.

## Erfolge
- FIFA-Klub-Weltmeister: 2025
- U20-Südamerikameister: 2023